# Блэк, Фишер
Фишер Блэк (англ. Fischer Sheffey Black; 11 января 1938 — 30 августа 1995) — американский экономист, широко известный как один из авторов уравнения Блэка-Шоулза.

## Биография
В 1959 году получил степень бакалавра по физике в Гарвардском Колледже.
В 1964 году защитил докторскую диссертацию по прикладной математике в Гарвардском университете («Дедуктивная вопросительно-ответная система»). Поначалу Блэка даже исключили из программы PhD в связи с тем, что он долго не мог определиться с выбором темы — он переключился с физики на математику, а затем на компьютеры и искусственный интеллект. Блэк устроился на работу в Bolt, Beranek and Newman, где участвовал в разработке систем искусственного интеллекта. Затем он провел лето, разрабатывая свои идеи в корпорации RAND. После чего поступил в аспирантуру к Марвину Мински, где, в конце концов, и сумел довести до конца свою диссертацию.
После окончания университета Блэк устроился на работу в Arthur D. Little, где он впервые попробовал себя в области экономики и финансов и встретился с Джеком Трейнором, своим будущим соавтором. В 1971 году устроился на работу в Чикагский университет, позже перешел на работу в Школу менеджмента Массачусетского технологического института. В 1984 году устроился на работу в Goldman Sachs, где и проработал до конца жизни.
В ходе карьеры темами его основных исследований были монетарная теория, разработка всевозможных вариантов монетарной политики и деловых циклов, он изучал также инфляцию и гиперинфляционные явления, спекулятивное ценообразование и многое другое.
В начале 1994 года у него был диагностирован рак горла. Операция прошла успешно и Блэк даже сумел посетить ежегодную встречу International Association of Financial Engineers в октябре 1994 года, где ему вручили звание Финансовый инженер года. Но позже рак вернулся, и Блэк умер в августе 1995 года.
Был женат три раза, имел пять родных и двоих приёмных детей.

## Научная карьера
В 70-х годах Блэка серьезно заинтересовала денежно-кредитная политика. В это время основные споры в этой области разворачивались между кейнсианцами и монетаристами. Кейнсианцы, во главе с Франко Модильяни, считали, что кредитные рынки по своей природе имеют тенденцию к нестабильности, периодам подъёмов и спадов, и они считали, что роль денежной и фискальной политики заключается в сглаживании этих циклов с целью достижения устойчивого роста. С точки зрения кейнсианцов, центральный банк должен обладать правом проводить дискреционную политику для достижения этих целей. Монетаристы, во главе с Милтоном Фридманом, считали, что дискреционная политика центрального банка сама по себе является проблемой, а не решением. Фридман считал, что рост денежного предложения может и должен быть установлен на фиксированном уровне (например, 3 % в год), чтобы соответствовать ожидаемому росту ВВП.
На основании CAPM Блэк пришел к выводу, что дискреционная фискальная политика не может работать настолько хорошо, как рассчитывали кейнсцианцы, но также он счел, что она не может причинить такого вреда, как опасались монетаристы. Об этом он написал в письме к Милтону Фридману в январе 1972 года:
В экономике США казначейские облигации формируют значительную часть государственного долга. Каждую неделю часть облигаций погашается, и новые облигации выпускаются. Если Федеральная резервная система попытается влить деньги в частный сектор, то предприятия просто смогут обменять эти деньги на облигации в ходе следующего аукциона. Если ФРС попытается изъять часть денег, то частный сектор просто погасит часть облигаций без их замены новыми.
В 1973-м Блэк совместно с Майроном Шоулзом опубликовали в журнале The Journal of Political Economy свой общий труд — «The Pricing of Options and Corporate Liabilities», в котором было сформулировано знаменитое уравнение Блэка-Шоулза. Это работа стала его основным, фундаментальным вкладом в развитие экономики. Впоследствии эту, несколько 'сырую' формулу, развил и довел до возможности применения Роберт Мертон.
В марте 1976 года Блэк предположил, что экономические подъёмы и спады по большому счету непредсказуемы из-за непредсказуемости потребительского спроса в будущем и того, насколько этот спрос в будущем может быть удовлетворен уровнем развития техники. Если бы будущие потребительские предпочтения и технологии были известны, то прибыли и зарплаты росли бы постепенно и постоянно. Подъём экономики происходит, когда уровень технологий удовлетворяет спросу, а спад — когда они не соответствуют друг другу. Таким образом, Блэк внес ранний вклад в модель реального делового цикла.

## Посмертное признание
В 1997 году Мертон и Шоулз стали обладателями Нобелевской премии по экономике за разработку модели ценообразования опционов. К сожалению, Фишер Блэк не дожил до этого дня, и, хотя Нобелевский комитет отметил его вклад в разработку этой модели, он так и не стал лауреатом, так как Нобелевская премия не вручается посмертно.
С 2002 года Американская ассоциация финансов раз в два года награждает молодых ученых Премией Фишера Блэка.